# Rogier Bernard II van Foix
Rogier Bernard II van Foix bijgenaamd de Grote (circa 1195 - 26 mei 1241) was van 1223 tot aan zijn dood graaf van Foix. Hij behoorde tot het huis Foix.

## Levensloop
Rogier Bernard II was de zoon van graaf Raymond Rogier van Foix en diens echtgenote Philippa van Montcada. In 1223 volgde hij zijn vader op als graaf van Foix.
Zijn vader was als beschermer van de katharen betrokken geraakt in de Albigenzische kruistochten. In 1217 maakte Rogier Bernard II faam toen hij zes weken lang succesvol het kasteel van Montgrenier verdedigde tegen de troepen van Simon IV van Montfort. Hetzelfde jaar onderscheidde hij zichzelf bij het beleg van Toulouse. In 1220 begeleidde hij zijn vader bij de herovering van Lavaur en Puylaurens en hij speelde een belangrijke rol bij de herovering van de verloren gebieden van zijn vader. Kort nadat hij in 1223 graaf van Foix was geworden, heroverde Rogier Bernard II eveneens de stad Mirepoix.
Ook kort na zijn troonsbestijging belegerden Rogier Bernard II en graaf Raymond VII van Toulouse de stad Carcassonne, de laatste stad die de Albigenzische kruisvaarders in handen hadden. Op 14 september 1224 gaven de kruisvaarders zich over, waarmee de oorlog ten einde kwam en iedere heer in de Languedoc vrede sloot met de kerk. 
In 1226 hernieuwde koning Lodewijk VIII van Frankrijk echter het conflict om zijn koninklijke rechten in de Languedoc te versterken. Rogier Bernard II deed een poging om de vrede te bewaren, maar daar moest Lodewijk VIII niets van weten en de graven van Foix en Toulouse namen opnieuw de wapens op. Samen met een klein contingent vazallen kon Rogier Bernard II van juni 1226 tot juni 1227 het verzet in Limoux aanwakkeren, maar de oorlog was een haast ononderbroken reeks van schermutselingen die niet succesvol waren voor de graven van Foix en Toulouse. In april 1227 werd Rogier Bernard II geëxcommuniceerd.
In april 1229 ondertekende graaf Raymond VII van Toulouse het Verdrag van Meaux met de nieuwe Franse koning Lodewijk IX. Omdat Rogier Bernard II nu geen bondgenoten meer had en hij alleen geen strijd tegen het koninklijk leger kon aangaan, verzocht hij in juni 1229 om vrede. In het daaropvolgende verdrag kreeg Rogier Bernard II het grootste deel van zijn land terug, op de stad Mirepoix na. 
Zodra de relaties met Frankrijk het toelieten, concentreerde Rogier Bernard II zich op de expansie en fortificatie zuidwaarts. Hij versterkte de steden tussen Andorra en Urgell en in mei 1233 kreeg hij ruzie met de bisschop van Urgell over de macht in de vallei van Caboet. Ook verzette hij zich tegen de Inquisitie tegen de katharen, wat hem in 1236 een nieuwe excommunicatie opleverde en waarover hij in 1239 opnieuw een conflict kreeg met de bisschop van Urgell. Hij was echter niet betrokken bij de vergeefse poging van Raymond II Trencavel in 1240 om het burggraafschap Carcassonne te heroveren, maar hij was wel betrokken bij de onderhandelingen die na deze oorlog volgden.  
Kort voor zijn dood in 1241 verzoende Rogier Bernard II zich met de kerk. Na zijn dood werd hij in habijt begraven in de Abdij van Boulbonne. Zijn zoon Rogier IV volgde hem op.

## Huwelijk en nakomelingen
In 1208 huwde hij met Ermesinde (overleden in 1229), dochter en erfgename van burggraaf Arnold van Castelbon. Ze kregen volgende kinderen:
- Rogier IV (overleden in 1265), graaf van Foix
- Esclarmonde, huwde burggraaf Raymond Folch IX van Cardona

Na de dood van Ermesinde hertrouwde hij in 1232 met Ermengarde, dochter van burggraaf Aimery III van Narbonne. Ze kregen een dochter:
- Cecilia (overleden in 1270), huwde met graaf Álvaro I van Urgell